# Jörg Peter (Ingenieur)
Jörg Peter (* 12. Dezember 1931 in Schmalkalden)  ist ein deutscher Bauingenieur.
Jörg Peter kam nach seinem Abitur 1951 in den Westen, da ein Bauingenieurstudium in der damaligen DDR für ihn nicht möglich war. Nachdem er einige Abiturfächer nachgeholt hatte, studierte er ab 1953 Bauingenieurwesen an der TH Stuttgart, wo er Assistent und erster Doktorand von Fritz Leonhardt war. 1964 wurde er promoviert. 1965 gründete er mit seinem Studienfreund Georg Lochner das Ingenieurbüro Peter und Lochner in Stuttgart. Sie spezialisierten sich auf Behälter und Silos aus Stahlbeton, ein Gebiet auf dem sich Peter einen Namen machte. 1972 erfolgte der erste Auslandsauftrag (ein Silo in Nizza). Hinzu kamen Industriebauten (zum Beispiel Ofenlinie 8 im Zementwerk Lengerich), Brücken (z. B. Wieslauftalbrücke in Schorndorf, das Büro gewann 1989 den Wettbewerb) und Hochbauten. So gewann das Ingenieurbüro mit dem Architektenbüro Siegel, Wonnenberg und Partner 1978 den Wettbewerb um die Hanns-Martin-Schleyer-Halle in Stuttgart (damals die größte Sporthalle Europas). Ab den 1990er Jahren entwarf das Büro auch Flughafentürme. 2004 trat er aus Altersgründen in seinem Ingenieurbüro in den Ruhestand.
1974 wurde Peter (wie auch Lochner) als Prüfingenieur für Baustatik zugelassen.
1992 erhielt er den Prüfauftrag für den Neubau der Dresdener Frauenkirche.
1975 bis 1994 war er außerdem Professor für Statik und Massivbau an der Fachhochschule Stuttgart.
Er war 1990 einer der Gründer und bis 1998 Vorsitzender der Ingenieurkammer Baden-Württemberg.